# Mohammad Sadeghi
Mohammad Sadeghi (Ahvaz, 16 marzo 1952) è un ex calciatore iraniano, di ruolo centrocampista.

## Palmarès

### Club

#### Competizioni nazionali
- Campionato iraniano: 2

PAS Teheran: 1976, 1977

### Nazionale
- Coppa d'Asia: 1

Iran 1976